# Бердянка (Берестинський район)
Бердя́нка  —  село в Україні, у Берестинському районі Харківської області. Населення становить 488 осіб. Входить до складу Зачепилівської селищної територіальної громади.

## Географія
Село Бердянка розташоване на початку балки Бердянка по якій протікає пересихаючий струмок з великою загатою, примикає до автошляху М18E105. На відстані 2 км розташовані села Мирне і Вишневе.

## Археологія
У перехрестя дороги на Берестин у села розташовано майдан. За 2 км на північний захід від Бердянки розташовано 2 кургани.

## Історія
Село засноване 1875 року.
До 2017 року належало до Бердянської сільради. Відтак увійшло до складу Зачепилівської громади.
З 17 липня 2020 року, після ліквідації Зачепилівського району, село увійшло до складу Красноградського (Берестинського) району.

## Населення
Згідно з переписом УРСР 1989 року чисельність наявного населення села становила 758 осіб, з яких 334 чоловіки та 424 жінки.
За переписом населення України 2001 року в селі мешкало 728 осіб.

### Мова
Розподіл населення за рідною мовою за даними перепису 2001 року:
| Мова       | Відсоток |
| ---------- | -------- |
| українська | 95,17 %  |
| російська  | 4,28 %   |
| білоруська | 0,14 %   |
| інші       | 0,41 %   |

## Економіка
- Птахо-товарна ферма, машинно-тракторні майстерні.
- ПСП.
- Українська геологорозвідувальна експедиція.
- «ВИБІР», агрофірма, ТОВ.

## Об'єкти соціальної сфери
- Дитячий садочок.
- Школа.
- Клуб.
- Готель.
- Лікарня.
- Спортивний майданчик.
- Село газифіковане.